# Niko Bessinger
Nikolaus Onverwag «Niko» Bessinger (Walvis Bay, 12 de junio de 1948 - Windhoek, 25 de marzo de 2008) fue un político y activista por la independencia de Namibia.

## Biografía
Nació el 12 de junio de 1948 en Walvis Bay, en el suroeste de África. Nació en el clan Goreseb, que está estrechamente relacionado con la «Casa Real Goreseb». Asistió a la escuela católica de primaria «San Bonifacio» en Windhoek, a la Escuela Secundaria Augustineum en Okahandja y se matriculó en la Escuela Secundaria Athlone en Ciudad del Cabo en 1966. Posteriormente, estudió arquitectura en la Universidad de Ciudad del Cabo de 1969 a 1972, antes de recibir una beca Fulbright para estudiar en la Universidad de Detroit en los Estados Unidos. Recibió el Premio Nacional de la Lista de Decanos en 1979 y 1980. Bessinger se graduó con una licenciatura en arquitectura en 1980 y una licenciatura en arquitectura en 1981 antes de registrarse como arquitecto en Namibia en 1983 (miembro del Instituto de Arquitectos de Namibia y del Consejo de Arquitectos y Aparejadores de Namibia). En Namibia se unió a Kerry McNamara and Associates como socio, lo que le costó a su socio principal Kerry McNamara, un namibio blanco, varios contratos del Estado y de particulares.
Se unió a la SWAPO en 1972 y se convirtió en tesorero de la oficina de Windhoek en 1976. Se convirtió en tesorero nacional un año después. Fue Secretario Adjunto de Relaciones Exteriores del Ejecutivo Nacional de la SWAPO en Namibia de 1981 a 1989 y se desempeñó como oficial principal de enlace designado con el GANUPT hasta el regreso de la dirección externa en 1989. Durante ese tiempo, fue detenido varias veces por las autoridades sudafricanas. El 11 de septiembre de 1987 el juez J Bethune ordenó la puesta en libertad de varios activistas de la SWAPO (Hendrik Witbooi, Danny Tjongarero, Niko Bessinger, Anton Lubowski, John Pandeni y Ben Ulenga) que habían sido detenidos por las autoridades sudafricanas en virtud de la Ley de terrorismo No. 83 de 1967. Tras su independencia en 1990, fue elegido miembro de la Asamblea Nacional y el 21 de marzo de 1990 fue nombrado por el presidente Sam Nujoma como primer ministro de Vida Silvestre, Conservación y Turismo, cargo que ocupó hasta el 20 de marzo de 1995. Fue elegido de nuevo a la Asamblea Nacional en 1994 antes de dimitir en 1996, cuando fue sustituido por Marlene Mungunda. Permaneció en el Comité Central del Partido SWAPO hasta 2007.
Falleció de un ataque al corazón el 25 de marzo de 2008 en su casa en el Khomasdal, Windhoek. En el momento de su muerte, era  diabético y tenía cáncer. El 30 de marzo de 2008, el presidente Hifikepunye Pohamba le confirió el honor de héroe nacional.
Fue enterrado junto a la tumba de su madre, Calista Bessinger, en el cementerio de Khomasdal en Windhoek. Estuvo casado con Hermine Bessinger, de soltera Bertolini, y le sobrevivieron sus hijos Anthony Bessinger, Hatani Bertolini, Kakuna Calista Karuaihe y cinco nietos.